# Partit de la Democràcia Parlamentària
El Partit de la Democràcia Parlamentària (Parliamentary Democracy Party) en anagrama PDP, fou una organització política de Birmània (avui Myanmar) continuadora del Partit de la Unitat (Unity Party) del que fou primer ministre U Nu.
El Partit de la Unitat havia estat apartat del poder pel cop d'estat del general Ne Win de 1962; tots els partits foren prohibits. Després que U Nu fou alliberat 4 anys després del cop d'estat va aconseguir permís per anar a l'Índia i finalment va viatjar a la Gran Bretanya. El 29 d'agost de 1969 es va anunciar a Londres la formació del nou partit del que U Nu fou president amb diverses personalitats en els principals càrrecs, com Bo Let Ya (un dels Trenta Camarades) que fou vicepresident; el antic editor del diari Nation, Law Yone, que fou secretari general; el ex ministre de comerç, U Thwin, que fou vicesecretari; el ex cap de la Força Aèria birmana, el comodor aeri Tommy Clift, que va quedar al front de la secció d'exteriors i afers fincers; Zali Ma (fill del doctor Ba Maw), al front de la secció d'afers legals; i Bohmu Aung (un altre dels Trenta Camarades). Bo Let Ya va agafar el comandament de la branca armada, la Patriotic Liberation Army (PLA), amb el general de brigada Kya Doe com a cap d'estat major i Bo Yan Naing (també un dels Trenta Caramades) com a segon cap d'estat major. La PLA va establir bases a territori Karen i Mon prop de la frontera amb Tailàndia i va arribar a tenir fins a 3000 homes en armes als inicis dels anys setanta. El 25 de maig de 1970 es va signar un pacte amb la Karen National Union (KNU) i el New Mon State Party (NMSP) i es va constituir el Front Nacional Unit (National United Front) del qual el president fou el líder karen Mahn Ba Zan.
Quan U Nu va marxar a l'Índia el 1973 l'organització va començar a decaure i el 1974 fou reorganitzat adoptant el nou nom de Partit Patriòtic Popular (People's Patriotic Party).